# یاشونووچکا
یاشونووچکا (به لاتین: Jasionóweczka) یک روستا در لهستان است که در گمینا یاشونووکا واقع شده‌است.